# シェリル (競走馬)
シェリル (Cheryl) は、フランス生まれの競走馬、繁殖牝馬。アマゾンウォリアー、アサマユリと並ぶメジロ牧場の基礎繁殖牝馬の一頭。

## 経歴
1972年にフランスで行われた1歳馬のセリ市において、日本から参加した北野豊吉に約2600万円で落札された。北野の所有馬としてフランスで競走馬生活を送り、1974年にこの年から始まった重賞のオペラ賞に優勝。繁殖目的の購買であったことから3歳で引退し、フランス生産界からの引き留めを押して日本へ輸入された。その後、北野が北海道に経営したメジロ牧場に繋養される。
子のメジロティターンは父メジロアサマに続く天皇賞父子制覇を達成し、さらに種牡馬として同レース父子3代制覇を達成したメジロマックイーンを送り出した。また同じく子のメジロチェイサーは繁殖牝馬としてメジロライアンをはじめ3頭の重賞優勝馬を輩出した。

## 繁殖成績（産駒一覧）
- 1976年生　メジロロンシャン（牝）（父：ヒッティングアウェー）15勝（うち中央競馬3勝）
- 1977年生　メジロチェイサー（牝）（父：メジロサンマン）
- 1978年生　メジロティターン（牡）（父：メジロアサマ）（7勝、天皇賞（秋）優勝）
- 1979年生　メジロエニフ（牝）（父：フィディオン）（3勝）
- 1985年生　メジロユニオン（牝）（父：ノーザンテースト）（1勝）
- 1987年生　メジロルイス（牡）（父：リアルシャダイ）
- 1991年生　（牡）（父：ラグビーボール）

## シェリルの主要なファミリーライン
シェリル 1971
｜メジロチェイサー 1977 → メジロライアン1987（7勝、宝塚記念優勝）
｜｜メジロフルマー 1984（6勝、日経賞、目黒記念優勝）
｜｜メジロアニタ1986（4勝、京都大障害（春）優勝）
｜｜メジロナターシャ1997 → メジロハスラー2002（3勝、三木ホースランドジャンプステークス優勝）
｜メジロティターン 1978
｜メジロユニオン 1985 → メジロオーモンド1998（4勝、イルミネーションジャンプステークス2勝、中山大障害2着）

## 血統表
| シェリルの血統                  | シェリルの血統                       | シェリルの血統                | （血統表の出典）              | （血統表の出典） |
| 父系                            | ブランドフォード系                   | ブランドフォード系            | ブランドフォード系            | [ § 2 ]          |
| 父 *スノッブ 1959 鹿毛 フランス | 父の父Mourne 1954 栗毛 フランス      | Vieux Manoir                  | Brantome                      | Brantome         |
| 父 *スノッブ 1959 鹿毛 フランス | 父の父Mourne 1954 栗毛 フランス      | Vieux Manoir                  | Vieille Maison                |                  |
| 父 *スノッブ 1959 鹿毛 フランス | 父の父Mourne 1954 栗毛 フランス      | Ballynash                     | Nasrullah                     | Nasrullah        |
| 父 *スノッブ 1959 鹿毛 フランス | 父の父Mourne 1954 栗毛 フランス      | Ballynash                     | Ballywellbroke                |                  |
| 父 *スノッブ 1959 鹿毛 フランス | 父の母Senones 1952 青鹿毛 フランス   | Prince Bio                    | Prince Rose                   | Prince Rose      |
| 父 *スノッブ 1959 鹿毛 フランス | 父の母Senones 1952 青鹿毛 フランス   | Prince Bio                    | Biologie                      |                  |
| 父 *スノッブ 1959 鹿毛 フランス | 父の母Senones 1952 青鹿毛 フランス   | Sif                           | Rialto                        | Rialto           |
| 父 *スノッブ 1959 鹿毛 フランス | 父の母Senones 1952 青鹿毛 フランス   | Sif                           | Suavita                       |                  |
| 母 Chanel 1961 青鹿毛 フランス  | 母の父Pan 1947 鹿毛 フランス         | Atys                          | Asterus                       | Asterus          |
| 母 Chanel 1961 青鹿毛 フランス  | 母の父Pan 1947 鹿毛 フランス         | Atys                          | Esclarmonde                   |                  |
| 母 Chanel 1961 青鹿毛 フランス  | 母の父Pan 1947 鹿毛 フランス         | Pretty Girl                   | Tourbillon                    | Tourbillon       |
| 母 Chanel 1961 青鹿毛 フランス  | 母の父Pan 1947 鹿毛 フランス         | Pretty Girl                   | Princess Wazara               |                  |
| 母 Chanel 1961 青鹿毛 フランス  | 母の母Barley Corn 1950 鹿毛 イギリス | Hyperion                      | Gainsborough                  | Gainsborough     |
| 母 Chanel 1961 青鹿毛 フランス  | 母の母Barley Corn 1950 鹿毛 イギリス | Hyperion                      | Selene                        |                  |
| 母 Chanel 1961 青鹿毛 フランス  | 母の母Barley Corn 1950 鹿毛 イギリス | Schiaparelli                  | Schiavoni                     | Schiavoni        |
| 母 Chanel 1961 青鹿毛 フランス  | 母の母Barley Corn 1950 鹿毛 イギリス | Schiaparelli                  | Aileen                        |                  |
| 母系(F-No.)                     | 8号族(FN:8-c)                        | 8号族(FN:8-c)                 | 8号族(FN:8-c)                 | [ § 3 ]          |
| 5代内の近親交配                 | Serenissima 5･5（母内）=6.25%        | Serenissima 5･5（母内）=6.25% | Serenissima 5･5（母内）=6.25% | [ § 4 ]          |
| 出典                            | 1. 2. 3. 4.                          | 1. 2. 3. 4.                   | 1. 2. 3. 4.                   | 1. 2. 3. 4.      |